# Chiesa di San Mamiliano (Capoliveri)
La chiesa di San Mamiliano, oggi non più esistente, era un edificio religioso del XII secolo ubicato nel paese di Capoliveri, all'isola d'Elba.
Documentata in atti notarili del 1343, la chiesa di San Mamiliano si trovava in diretto rapporto visivo con il monastero di San Mamiliano sull'isola di Montecristo. Accanto ad essa esisteva un piccolo convento dell'ordine camaldolese. Incendiata nel 1553 durante l'assalto franco-turco guidato da Dragut, venne ricostruita negli anni successivi per poi cadere in rovina a partire dal XIX secolo. Fu demolita nel 1894 con delibera del comune di Portolongone. Alcune bozze in calcare dell'originario edificio romanico furono inglobate nel muro dell'attuale piazza Matteotti, poco distante dal punto in cui sorgeva la chiesa.